# Кетлін Райлі
Кетлін Райлі (англ. Kathleen Ryley) — була натуралісткою.

## Вшанування
Олдфілд Томас пише у своєму первісному описі Millardia kathleenae (гризуна з Бірми): «я назвав цей вид на честь міс Кетлін Райлі, якій зобов'язаний „Огляд“ за роботу, яку вона зробила над своїми колекціями під час тимчасової відсутності пана Врутона». Під «Оглядом» йдеться про «Огляд ссавців Індії, Бірми та Цейлону (нині Шрі-Ланка)», проведений Бомбейським товариством природної історії в період з 1911 до 1914 року.